# Граф Гоури

Герб графов Гоури (первая креация)

Граф Гоури (англ. Earl of Gowrie) — наследственный титул в системе Пэрства Соединенного королевства. Он был создан дважды в британской истории для семьи Рутвен, в 1581 году (пэрство Шотландии) и в 1945 году (пэрство Соединённого королевства). Название титула происходит от Гоури — исторической области на востоке Шотландии.

## История
Впервые титул графа Гоури был создан 23 августа 1581 года королём Шотландии Яковом VI Стюартом для Уильяма Рутвена, 4-го лорда Рутвена (ок. 1541—1584). 28 мая 1584 года он был казнен по обвинению в государственной измене, лишен титулов и владений. Два года спустя, в 1586 году, осуждение было отменено, и его старший сын, Джеймс Рутвен, 2-й граф Гоури (1575—1588), был восстановлен в титулах графа Гоури и лорда Рутвена. Ему наследовал младший брат, Джон Рутвен, 3-й граф Гоури (1577—1600). В 1600 году он попытался совершить переворот и захватить в плен короля Якова Стюарта во дворце Гоури в Перте, но был убит охранниками короля вместе с младшим братом. Титул графа Гоури и лорда Рутвена были конфискованы в пользу государства.
Семья Рутвен происходит от сэра Уильяма Рутвена (ум. 1528), который в 1488 году получил титул лорда Рутвена, став пэром Шотландии. Его сын и наследник, Уильям Рутвен, мастер Рутвен, погиб в сражении при Флоддене в 1513 году. В 1528 году после смерти лорда Рутвена ему наследовал его внук, Уильям Рутвен, 2-й лорд Рутвен (ум. 1552), сын мастера Рутвена. 2-й лорд Рутвен был лордом внеочередной сессии (1539—1552) и лордом-хранителем малой печати Шотландии (1547—1552). Его преемником стал его сын, Патрик Рутвен, 3-й лорд Рутвен (ок. 1520—1566), был лидером заговорщиков, которые убили Дэвида Риччо, личного секретаря королевы Марии Стюарт. После его убийства Патрик бежал в Англию, где скончался в 1566 году. Его сменил его сын, вышеупомянутый Уильям Рутвен, 4-й лорд Рутвен, который в 1581 году получил титул графа Гоури.
Томас Рутвен (ум. 1671), внук Александра Рутвена из Фриленда, младшего сына 2-го лорда Рутвена, получил титул лорда Рутвена из Фрилэнда в 1651 году. Его потомок Уолтер Хоур-Рутвен, 9-й лорд Рутвен из Фрилэнда (1828—1921) в 1919 году получил титул барона Рутвена из Гоури из Гоури в графстве Перт (пэрство Соединённого королевства). Ему наследовал его старший сын, Уолтер Хоур-Рутвен, 10-й лорд Рутвен из Фрилэнда (1870—1956). После его смерти в 1956 году титул лорда перешел к его старшей дочери, Бриджит Хелен Мокнтон, 11-й леди Рутвен (1896—1982), а титул барона Рутвена из Гоури был унаследован его внучатым племянником Греем Рутвеном, 2-м графом Гоури (род. 1939), который стал 3-м бароном. Лорд Гоури был внуком достопочтенного Александра Хоур-Рутвена, генерал-губернатора Австралии (1936—1945), второго сына 9-го лорда Рутвена из Фрилэнда. Александр Хоур-Рутвен был возведен в звание Пэра Соединённого королевства в качестве барона Гоури из Канберры в Австралии и Дирлетона в графстве Ист Лотиан в 1935 году. В 1945 году для него был создан титул виконта Рутвена из Канберры и Дирлетона в графстве Ист Лотиан и графа Гоури (пэрство Соединённого королевства).
По состоянию на 2024 год, обладателем графского титула является правнук Александра Хоур-Рутвена, Патрик Лео Брер Рутвен, 3-й граф Гоури — единственный сын Александра Патрика Грейстила Хоур-Рутвена, 2-го графа Гоури (1939—2021), сменивший своего отца в 2021 году. 2-й граф Гоури был старшим сыном майора Патрика Хоур-Рутвена (1913—1942), единственного выжившего сына 1-го графа Гоури. 2-й граф Рутвен работал в консервативном правительстве Маргарет Тэтчер, где занимал должности государственного министра труда и пенсий (1979—1981), министра по делам Северной Ирландии (1981—1983), государственного министра искусств (1983—1985) и канцлера герцогства Ланкастер (1984—1985). В 1999 году после принятия Палатой лордов акта о пэрах лорд Гоури лишился своего места в высшей палате парламента. Лорд Гоури также является потомственным вождем клана Рутвен, а титулами графа и лорда Рутвена из Фрилэнда владеют графы Карлайл.

## Известные члены рода Рутвен
- Александр Рутвен, мастер Рутвен (1580—1600), третий сын 1-го графа Гоури (первая креация), принимал участие в заговоре Джона Рутвена, графа Гоури в 1600 году, был осужден за измену и казнен
- Патрик Рутвен, 1-й граф Форт (ок. 1573—1651), сын Уильяма Рутвена и Кэтрин Стюарт, внук Уильяма Рутвена, младшего сына Уильяма Рутвена, 1-го лорда Рутвена (ум. 1528)
- Сэр Джон Рутвен, сын Уильяма Рутвена, племянник графа Форта, генерал-майор шведской армии
- Его сын сэр Фрэнсис Рутвен из Ред Касл, получил титул баронета в 1666 году
- Достопочтенный Мализе Рутвен (род. 1942), младший брат Патрика Хоур-Рутвена, 2-го графа Гоури (вторая креация), писатель и историк.

## Лорды Рутвен (1488)
- 1488—1528: Уильям Рутвен, 1-й лорд Рутвен (ум. 1528), сын сэра Патрика Рутвена
- 1528—1552: Уильям Рутвен, 2-й лорд Рутвен (ум. декабрь 1552), сын Уильяма Рутвена, мастера Рутвена (ум. 1513) и внук предыдущего
- 1552—1566: Патрик Рутвен, 3-й лорд Рутвен (ок. 1520 — 13 июня 1566), старший сын предыдущего
- 1566—1584: Уильям Рутвен, 4-й лорд Рутвен (ум. май 1584), сын предыдущего, граф Гоури с 1581 года.

## Графы Гоури (1581)
- 1581—1584: Уильям Рутвен, 1-й граф Гоури (ок. 1545 — май 1584), сын Патрика Рутвена, 3-го лорда Рутвена;
- 1586—1588: Джеймс Рутвен, 2-й граф Гоури (1575—1588), старший сын предыдущего;
- 1588—1600: Джон Рутвен, 3-й граф Гоури (1576 — 5 августа 1600), второй сын 1-го графа Гоури.

## Графы Гоури (1945)
- 1945—1955: Александр Хоур-Рутвен, 1-й граф Гоури (6 июля 1872 — 2 мая 1955), второй сын Уолтера Хоур-Рутвена, 9-го лорда Рутвена из Фрилэнда (1838—1921) и Кэролайн Эннсли Гор;
- 1955—2021: Александр Патрик Грейстил Рутвен, 2-й граф Гоури (26 ноября 1939 — 24 сентября 2021), старший сын майора Патрика Хоур-Рутвена (1913—1942) и внук предыдущего;
- 2021 — настоящее время: Патрик Лео Брер Рутвен, 3-й граф Гоури (род. 4 февраля 1964), единственный сын предыдущего;
  - Наследник: Хиткоут Патрик Корнелиус Хоур-Рутвен, виконт Рутвен из Канберры (род. 28 мая 1990), единственный сын предыдущего.